# Карданная передача

Карданное соединение (шарнир Гука)

Карда́нная переда́ча (разговорное — «кардан») — шарнирный механизм, передающий между валами, пересекающимися в центре карданной передачи и имеющими возможность взаимного углового перемещения. Широко используется в различных областях человеческой деятельности, когда трудно обеспечить соосность вращающихся элементов. Подобные функции может выполнять также зубчатая муфта, при потребности в сохранении одинаковой угловой скорости обеих частей шарнира при широком диапазоне углов поворота и плавности хода, как правило, используются шарниры другого типа — шарниры равных угловых скоростей.

## Общее описание
Название передача получила от имени Джероламо Кардано, который описал её в XVI веке (но не изобретал).
Карданная передача имеет существенный недостаток — несинхронность вращения валов (если один вал вращается равномерно, то другой — нет), увеличивающуюся при увеличении угла между валами. Это исключает возможность применения карданной передачи во многих устройствах, например, в трансмиссии переднеприводных автомобилей (где главная проблема — в передаче крутящего момента на поворотные колёса). Отчасти этот недостаток может быть скомпенсирован использованием на одном валу парных шарниров, у которых вилки промежуточного вала находятся в одной плоскости. Однако там, где требуется синхронность, как правило, используются не карданная передача, а шарнир равных угловых скоростей (ШРУС) — более совершенная, однако и более сложная конструкция того же назначения.

## Карданный переходник

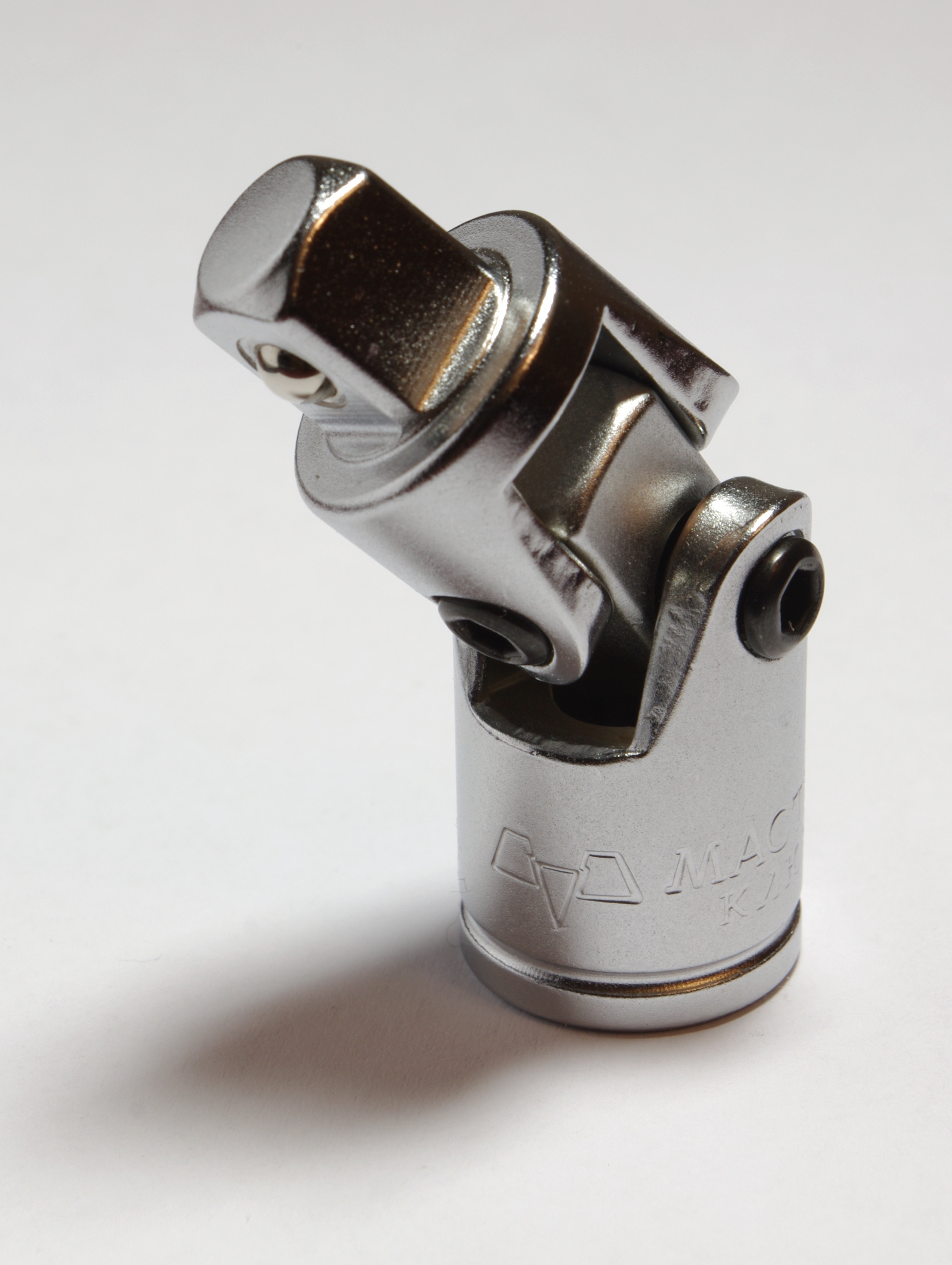
Карданный переходник для гаечного ключа

Насадка для торцовых гаечных ключей, особенность которой в том, что оси условной крестовины её карданного шарнира перекрещиваются, но не пересекаются. Это техническое решение применено для простоты и надёжности, а присущее ему увеличение несинхронности угловых перемещений соединяемых инструментов здесь не имеет особой негативной роли ввиду крайне низких скоростей вращения и особенностей моторики движений рук человека. Карданный переходник подобной конструкции не является двойной крестовиной.